# Otomops johnstonei
Otomops johnstonei es una especie de murciélago de la familia Molossidae.

## Distribución geográfica
Es endémica de la isla de Alor (Indonesia).